# Бандонеон
Бандонео́н (исп. bandoneón) — язычковый музыкальный инструмент из семейства ручных гармоник. Сконструирован на основе немецкой концертины в 1840 году Генрихом Бандом из Креффельда. Поначалу использовался для исполнения духовной музыки в церквях в Германии. В конце XIX века был завезён в Аргентину и вошёл в состав танго-оркестров. Именно благодаря бандонеону музыка аргентинского танго получила то пронзительно-щемящее звучание, которое привлекает к ней столько поклонников.
Известный исполнитель на бандонеоне и композитор — Астор Пьяццолла.

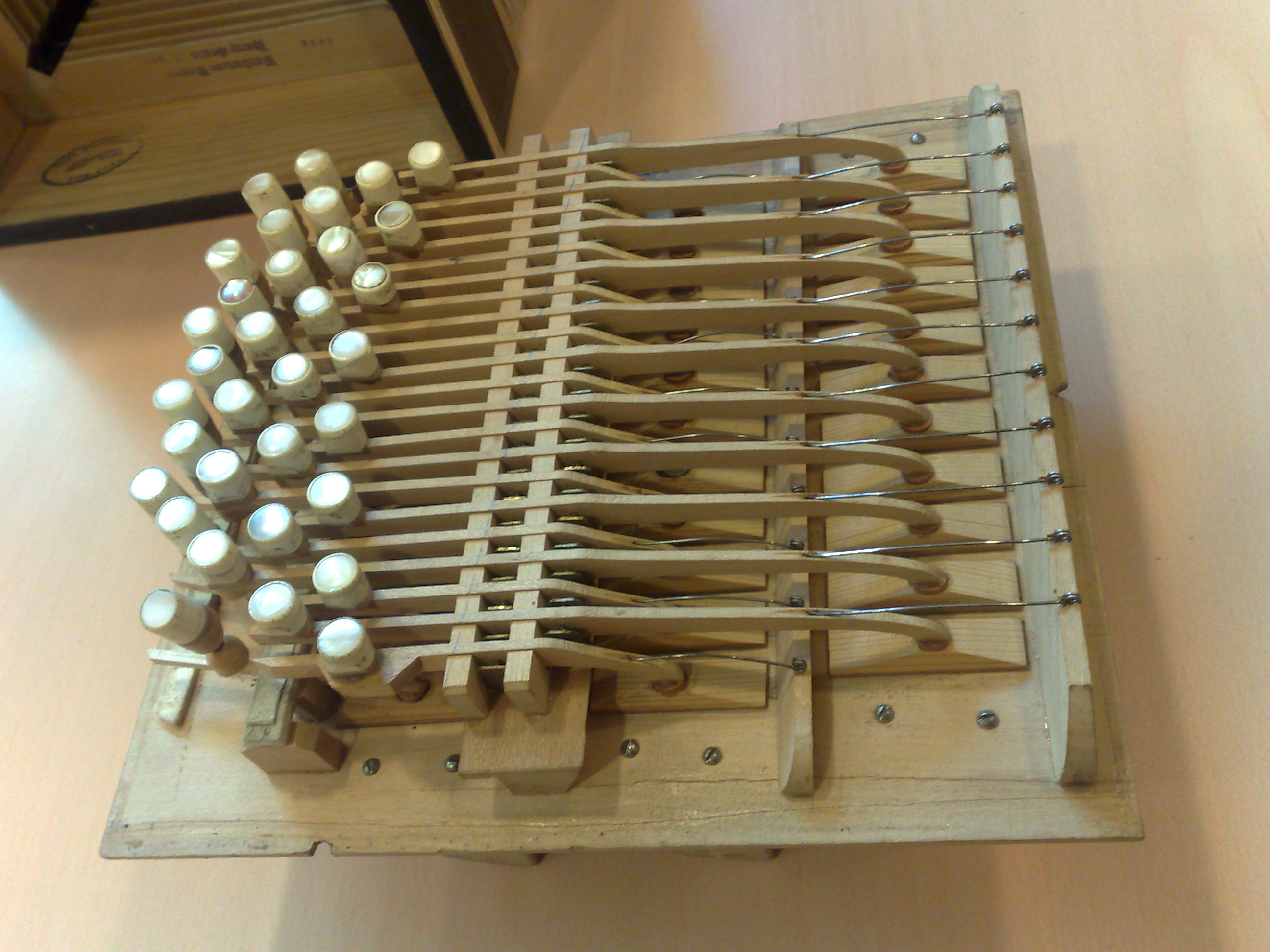
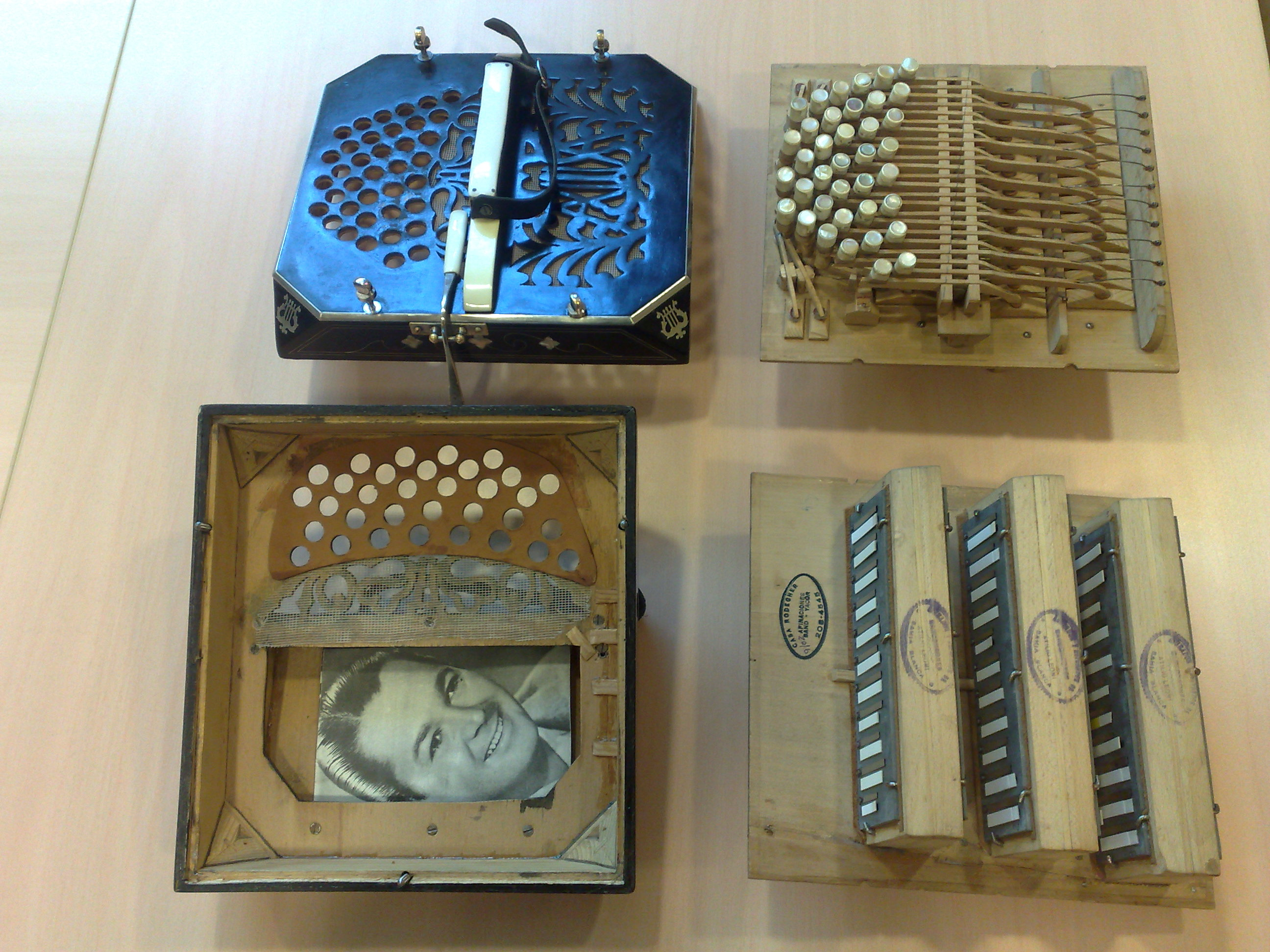
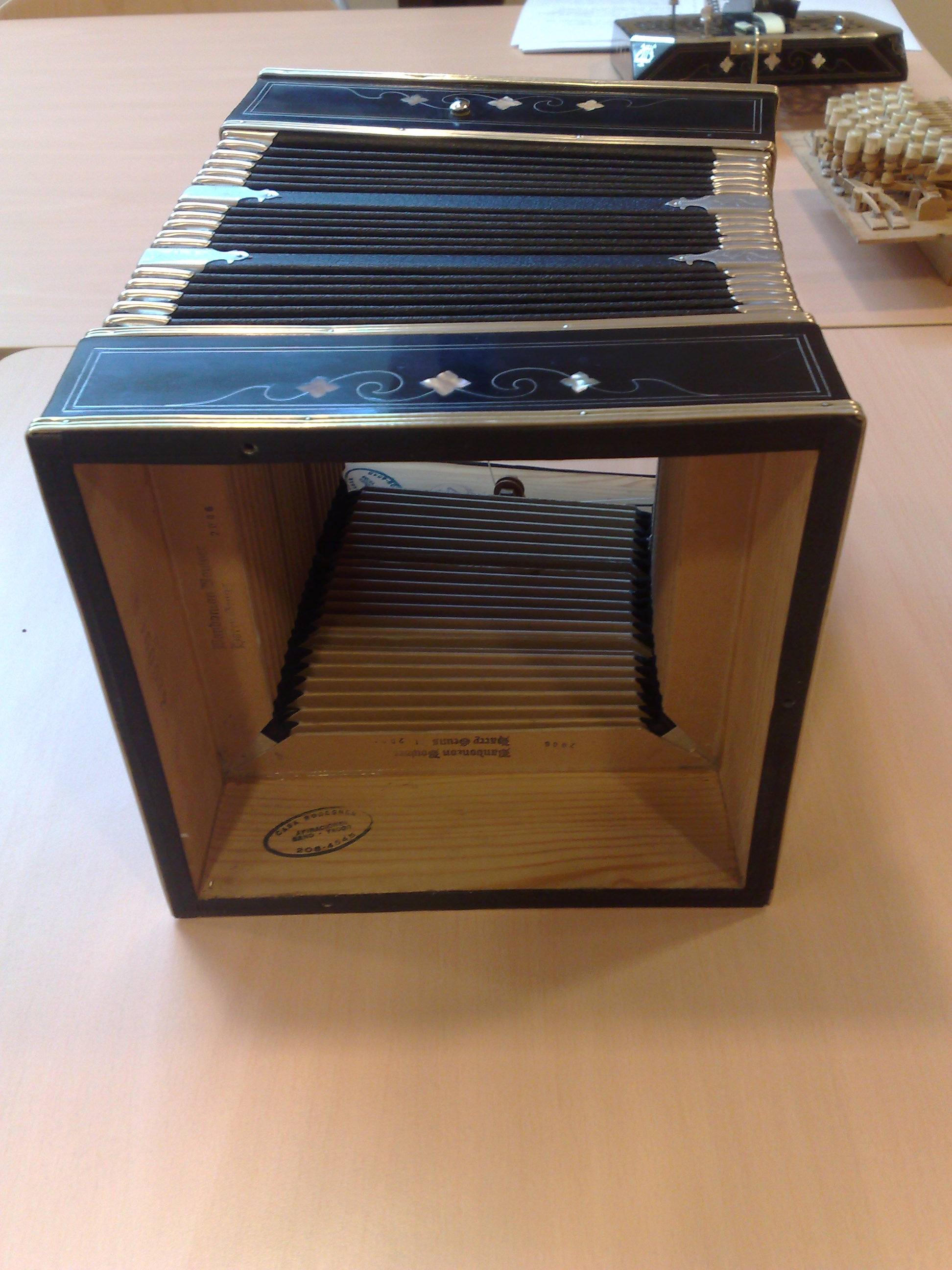
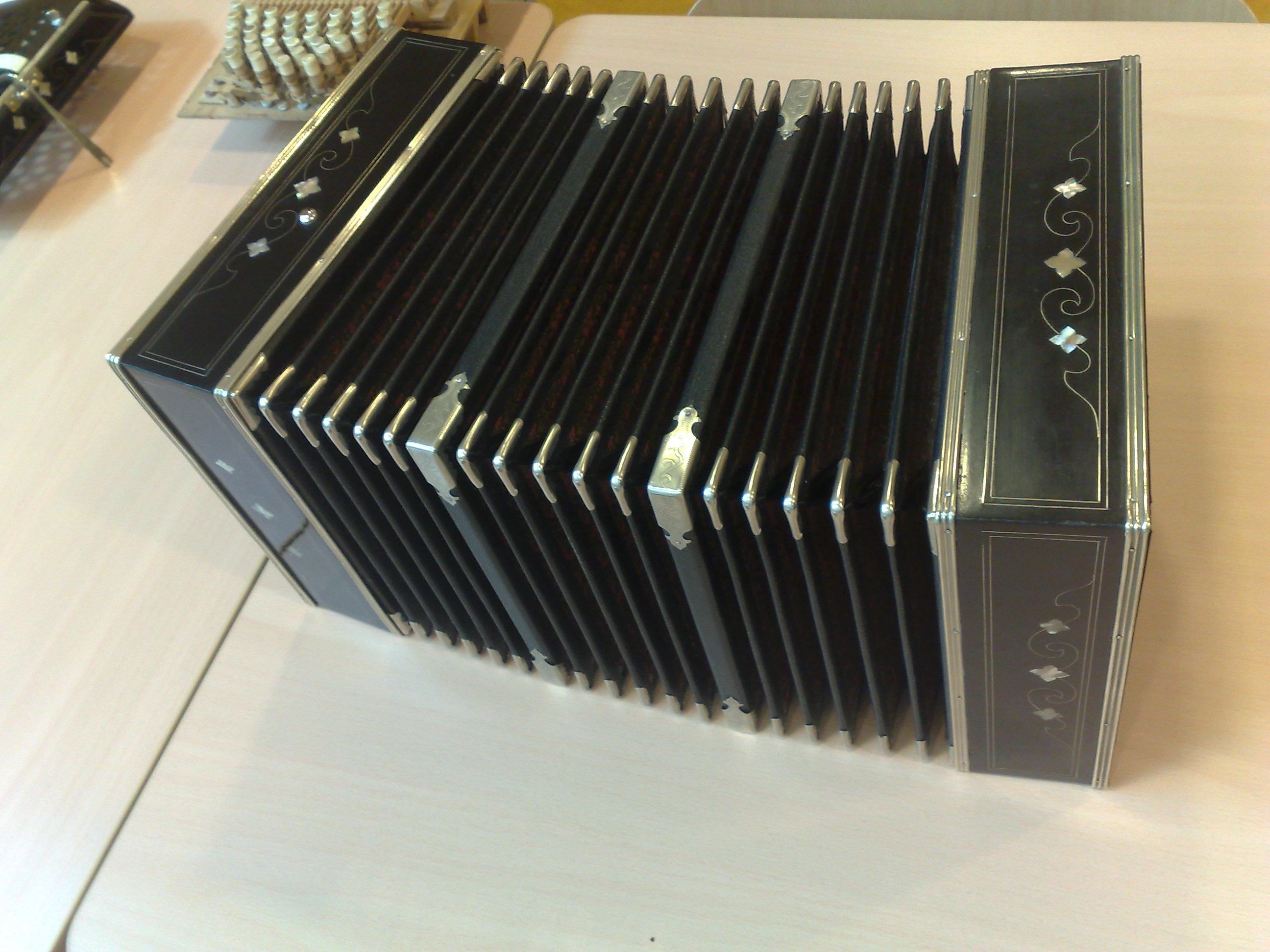
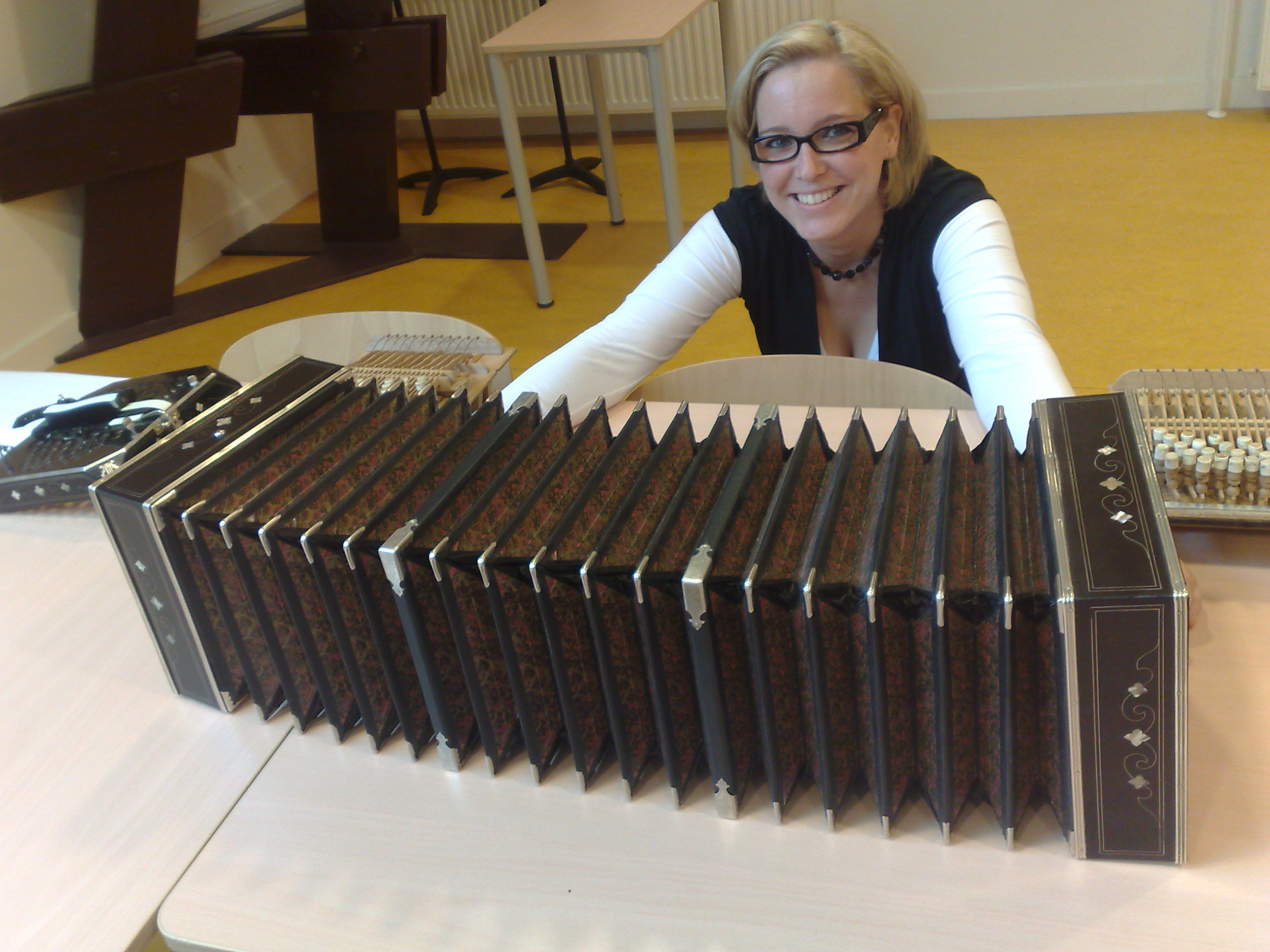